# 里諾 (伊利諾伊州)
里諾（英語：Reno）是位於美國伊利諾伊州邦德縣的一個非建制地區。該地的面積和人口皆未知。

## 地理
里諾的座標為38°58′30″N 89°30′50″W / 38.97500°N 89.51389°W，而該地的平均海拔高度為176米（即577英尺）。